# N499 (België)

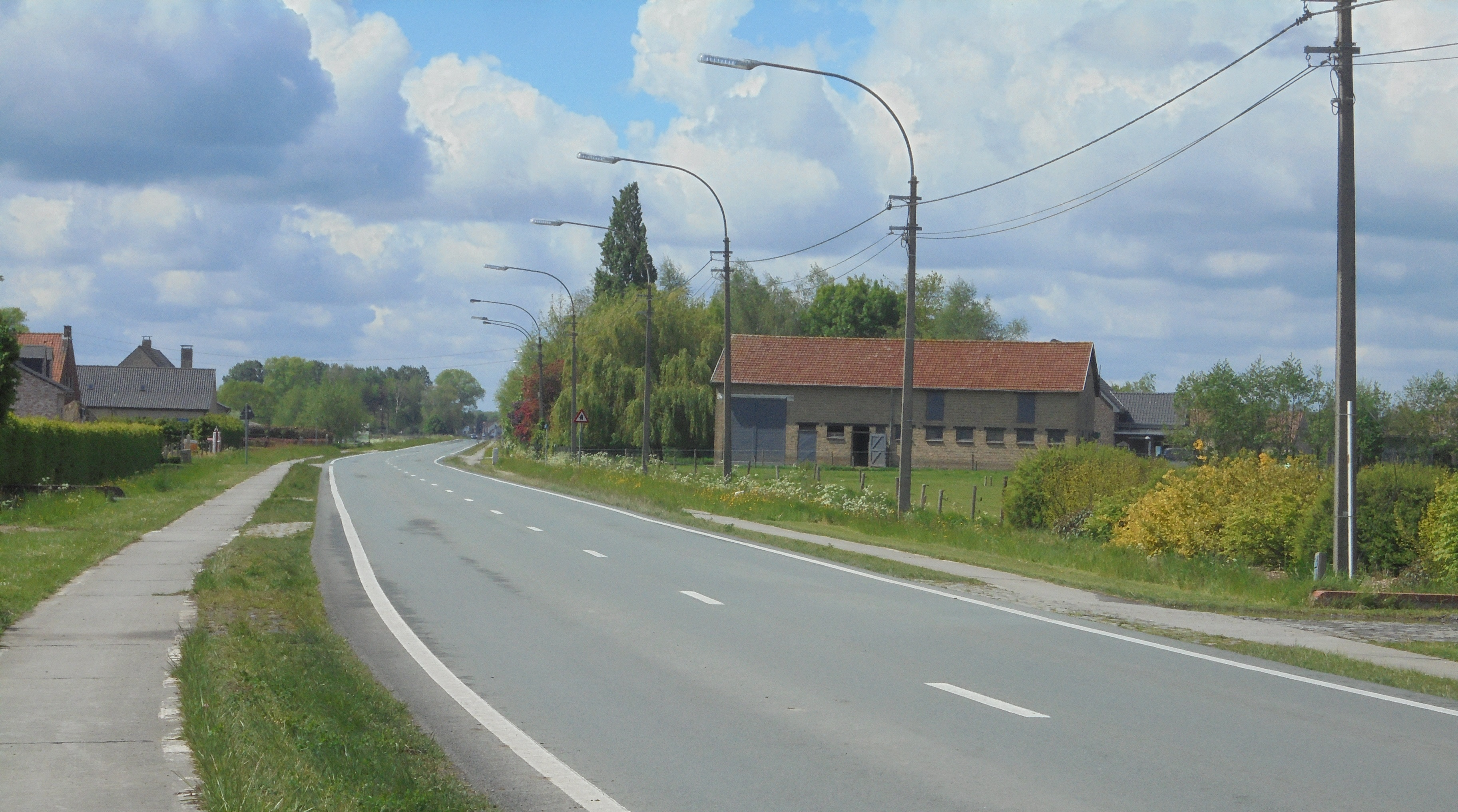
De N 499 in Ursel richting Aalter.

De N499 is een gewestweg die Aalter vanaf het Rondpunt aan de (E40) verbindt met Eeklo (N9). In Aalter volgt de N499 de oude verbinding door het centrum, met uitzondering van het stuk weg vanaf de tunnel onder de spoorweg tot aan de Brugstraat. Op het einde van de Brugstraat loopt de N499 en de N44 over hetzelfde tracé. Aan de lichten in Aalter-Brug loopt de weg naar Ursel, via de wijk Kruipuit in Adegem naar Eeklo.
Het uitzicht met zijn lange rechte stukken geeft aan dat de N499 grotendeels is heraangelegd ter vervanging van de nabijgelegen historische wegen. De laatste wijziging had plaats te Ursel toen de weg in de jaren '60 werd rechtgetrokken. Op die manier werden enkele centrumstraten ontlast van het doorgaand verkeer, zoals Urseldorp en de Kapelstraat.

## Naamgeving
De N499 loopt over een afstand van 17 km en neemt ondertussen verschillende namen aan.
- Aalter: Lostraat, Stationsstraat (de vroegere Meuledreve), Hoefijzer, Drogenenbroodstraat, Brugstraat, Knokkeweg en Urselweg.
- Ursel: Middelweg en Eekloseweg.
- Adegem: Zwepe en vanaf de wijk Kruipuit Veldekens.
- Eeklo: Tieltsesteenweg (aangelegd in 1842) en Koning Albertstraat.